# Cyriak Blödner

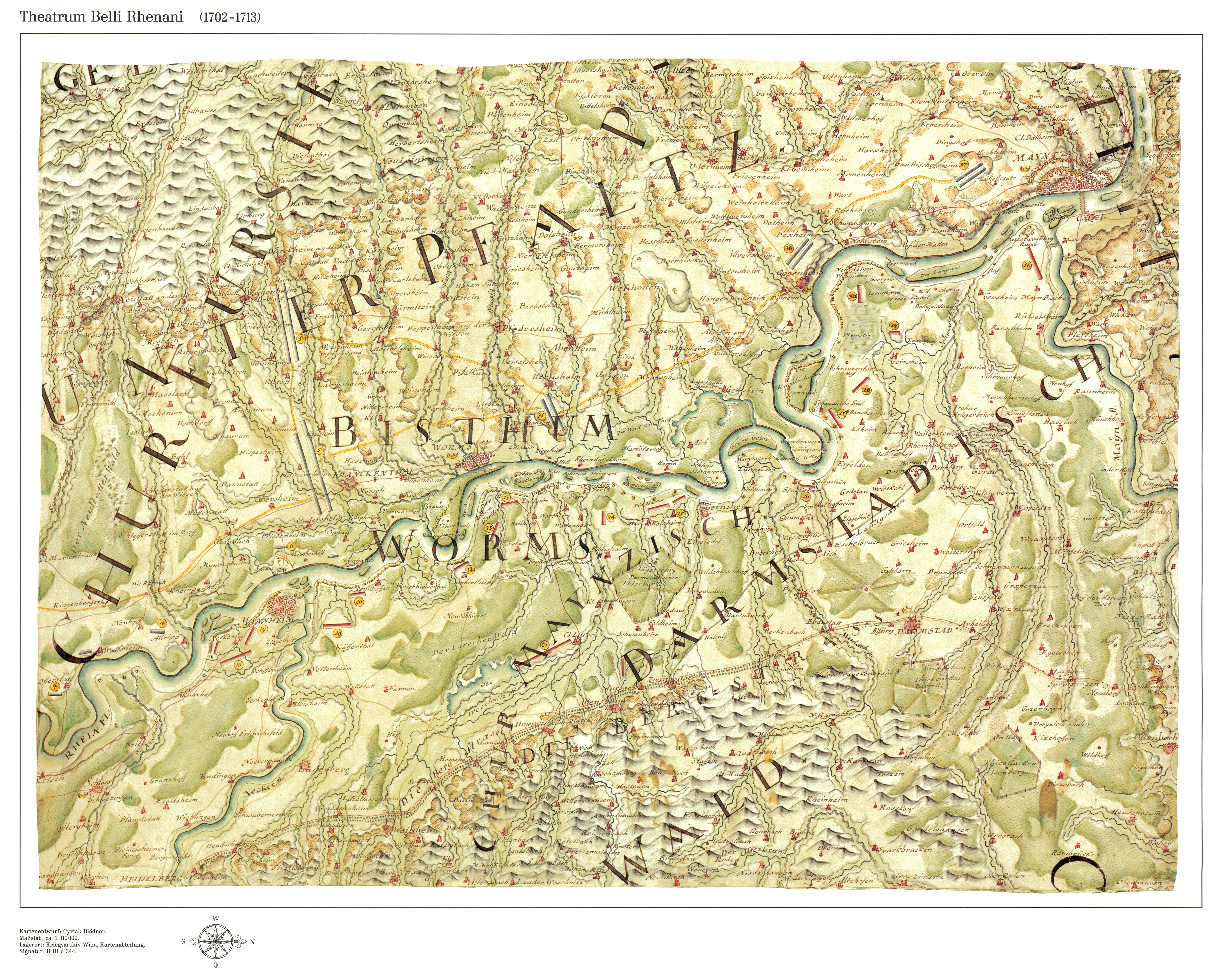
Theatrum Belli Rhenani: Blatt 9, das nach Westen ausgerichtet ist

Cyriak Blödner (teilweise auch Cyriacus Blödtner, Blodner, Blodtner, Pledner, Plettner, Plöttner u. a. genannt) (6. Februar 1672 in Eisenberg bei Gera – 3. Januar 1733 in Kirchheim unter Teck) war württembergischer Ingenieur, Offizier und Kartograf. Sein bekanntestes Werk ist das aus 20 Blättern bestehende Kartenwerk Theatrum Belli Rhenani, welches er 1714 vollendete.
Blödner wird erstmals 1703 durch Ferdinand Bonaventura Graf von Harrach (1637–1706)  erwähnt. Erstmals öffentlich bekannt gemacht wurde Blödner 1724 durch Eberhard David Hauber: 

„Der berühmte Ingenieur und Obrist-Lieutnant Bloedtner hat zerschiedene [sic] hierher gehörige vortreffliche Charten gezeichnet, die aber nicht ediret worden.“

Hauber erwähnt auch das Theatrum Belli, an welchem Mitarbeiter Blödners 20 Jahre arbeiteten, er selbst drei Jahre.

## Leben
Cyriak Blödner wurde am 6. Februar 1672 in Eisenberg bei Gera, Thüringen, geboren. Seine Eltern werden als „Cyriak Plietner, selbständiger Fleischhauer und Cyriak Plietners Weib“ angegeben. Über die Kindheit und Jugendzeit Blödners ist nichts bekannt. Im Jahr 1704 wurde er als Cyriaco Pledner in Rechnungen der württembergischen Landschaftseinnehmerei erwähnt, aus 1705 ist die Taufe eines dritten Kindes Blödners in Frankfurt am Main überliefert. Er selbst war zu dieser Zeit bei der Armee in Lauterburg.  1711 wurde er bei einem Feldzug in den Niederlanden eingesetzt. 1713 wurde er durch den Kaiser zum Hauptmann befördert und war an Planungen zur Verteidigung des Rheins im Zuge des Erbfolgekrieges beteiligt. 1714 vollendete er am Oberrhein sein Kartenwerk Theatrum Belli Rhenani, das vollständig als Theatrum Belli Rhenani; Worinnen Der Röm: Kayserl: Mayst. und des Heyl.: Röm: Reiches Haubt Armée Feldzug ano 1713 bezeichnet wird. Etwas später, 1715, wurde er als Kartograf nach Siebenbürgen gesandt. 1716 stellte er in Wien einige seiner Kartenwerke vor. Ab 1716 ist sein Wohnsitz in Kirchheim unter Teck, am 15. August 1716 wurde er durch den Hofkriegsrat zum Generalquartiermeisterleutnant befördert. 1717 sollte er am bevorstehenden Feldzug der Tripel-Allianz in Sizilien teilnehmen, was er aber ablehnte und sein Amt niederlegte.

## Ehen und Kinder
Blödner war in erster Ehe mit Anna Margaretha, geb. Bernspieß (März 1673 – 11. August 1715) aus Worms, verheiratet. Aus dieser Ehe gingen drei Kinder hervor
- Johannes, getauft 5. Mai 1703 in der Johanneskirche in Hanau
- Leopold Eberhard Christoph, getauft 1703 oder 1704
- Christoph (Christian) Friedrich, getauft 25. August 1705 in Frankfurt a. M.

Nach dem Tode Anna Margarethas heiratete Blödner am 20. April 1717 in Nabern (damals selbständig, heute Teilort von Kirchheim)
Anna Maria, geb. Benz. Aus dieser Ehe gingen ebenfalls drei Kinder hervor.
- Sophie Jacobine Louysa, getauft 8. Februar 1718, verstorben 31. Mai 1719
- Cyriacus Christoph, getauft 30. September 1722, verstorben 10. August 1728
- Albertus (Albrecht) Johannes, getauft 24. Juni 1725

## Werke
Bonacker weist Blödner mindestens 44 Kartenwerke zu, die meist mehrere Blätter umfassen. Die meisten Karten sind erhalten geblieben und in verschiedenen Archiven verwahrt. Teilweise lassen sich jedoch nur durch Aktenvermerke oder andere Schriftstücke Rückschlüsse auf weitere Karten und Pläne ziehen.